# Protické rozpouštědlo
Protické rozpouštědlo je rozpouštědlo, které má atom vodíku navázaný na kyslík (například v hydroxylové skupině), dusík (například v aminové skupině) nebo fluor (jako je fluorovodík). Obecně vzato jsou protická taková rozpouštědla, která mohou odštěpit vodíkový kation (H+). Jejich molekuly snadno dodávají protony (H+) rozpuštěným látkám, často prostřednictvím vodíkových vazeb. Aprotická polární rozpouštědla oproti tomu nemohou dodávat protony, ovšem i tak rozpouštějí mnohé soli.
| Rozpouštědlo                  | Chemický vzorec | Teplota varu | Relativní permitivita | Hustota     | Dipólový moment |
| ----------------------------- | --------------- | ------------ | --------------------- | ----------- | --------------- |
| Polární protická rozpouštědla |                 |              |                       |             |                 |
| kyselina mravenčí             | HCO2H           | 101 °C       | 58                    | 1,21 g/ml   | 1,41 D          |
| n-butanol                     | CH3CH2CH2CH2OH  | 118 °C       | 18                    | 0,810 g/ml  | 1,63 D          |
| izopropylalkohol              | (CH3)2CH(OH)    | 82 °C        | 18                    | 0,785 g/ml  | 1,66 D          |
| nitromethan                   | CH3NO2          | 101 °C       | 35,87                 | 1,1371 g/ml | 3.56 D          |
| ethanol                       | CH3CH2OH        | 79 °C        | 24,55                 | 0,789 g/ml  | 1,69 D          |
| methanol                      | CH3OH           | 65 °C        | 33                    | 0,791 g/ml  | 1,70 D          |
| Kyselina octová               | CH3COOH         | 118 °C       | 6,2                   | 1,049 g/ml  | 1,74 D          |
| Voda                          | H2O             | 100 °C       | 80                    | 1,000 g/ml  | 1,85 D          |